# Willardia schiedeana
Willardia schiedeana är en ärtväxtart som först beskrevs av Diederich Franz Leonhard von Schlechtendal, och fick sitt nu gällande namn av Frederick Joseph Hermann. Willardia schiedeana ingår i släktet Willardia och familjen ärtväxter.

## Underarter
Arten delas in i följande underarter:
- W. s. lindsayi
- W. s. schiedeana